# Meierij van 's-Hertogenbosch
De meierij van 's-Hertogenbosch is een landstreek in oostelijk Noord-Brabant. Historisch vormde streek het noordoostelijke kwartier van het hertogdom Brabant. De andere drie kwartieren waren: Leuven, Brussel en Antwerpen. 
Het kwartier van 's-Hertogenbosch was de rechtsopvolger van een deel van de voormalige gouw Taxandria. In de 11e eeuw verzwakte de macht van de Duitse keizer en de gouwgraaf van Taxandria. Deze macht kwam in handen van plaatselijke heren en regionale machthebbers als de graaf van Gelre en via hen kwam in de 12e en 13e eeuw het gezag in het grootste deel van dit gebied in handen van de hertog van Brabant. De hertog stelde voor het bovenlokale bestuur een meier aan. De naam Meierij verwijst naar deze oude bestuursvorm. Naast de meierij 's-Hertogenbosch bestonden zo ook de meierij Tienen en de meierij Leuven. Na de overname van het bestuur van de Meierij van 's-Hertogenbosch door de Staten-Generaal werd de aanduiding meier vervangen door hoogschout.

## De historische meierij van 's-Hertogenbosch

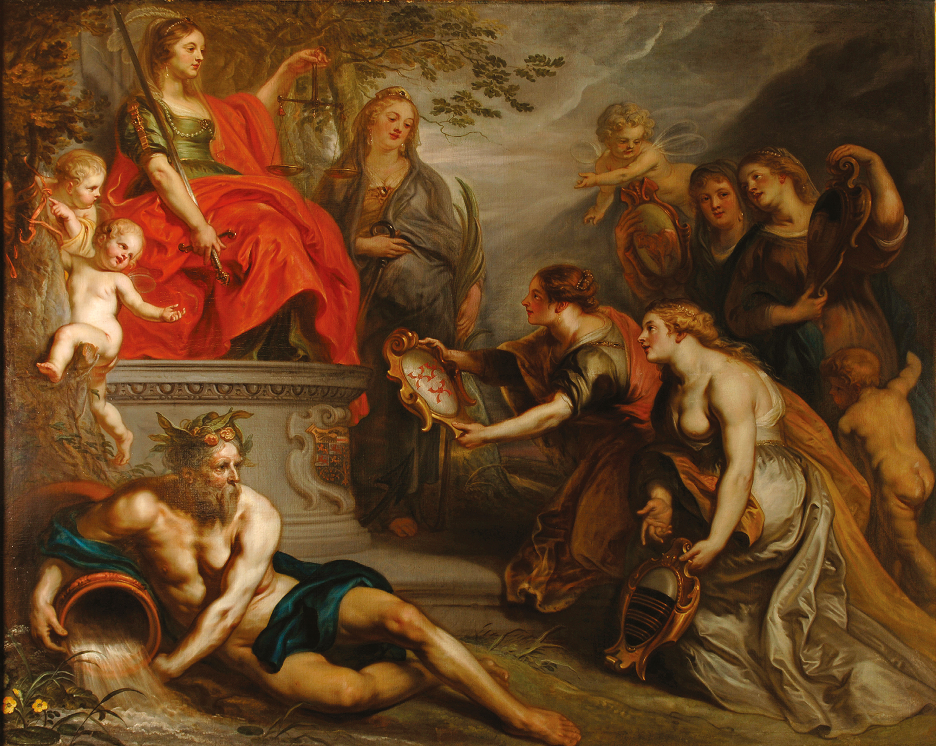
De schepenbank van de vier kwartieren der Meierij, verpersoonlijkt door vrouwenfiguren, tonen de wapens van de respectievelijke kwartieren (Peelland, Kempenland, Oisterwijk en Maasland) aan Vrouwe Justitia die gezeten is op een voetstuk dat het wapen van 's-Hertogenbosch draagt en dat de, door hoogschout en schepenen van Den Bosch gevormde rechtbank, de Hoge Vierschaar symboliseert. Naast de troon staat een vrouw met een palmtak die de Vrede symboliseert. Links op de voorgrond ligt een riviergod als symbool van de rivieren Dommel en Aa, tot wiens stroomgebied de vier kwartieren behoren. Door Theodoor van Thulden.

De historische meierij van 's-Hertogenbosch besloeg het grootste deel van Oost-Brabant. De hoofdstad van de bestuursregio was 's-Hertogenbosch. De rest was ingedeeld in vier kwartieren (districten). 
De bestuurlijke indeling van de Meierij van 's-Hertogenbosch was als volgt:
- Stad en Lande van 's-Hertogenbosch (Vrijdom van 's-Hertogenbosch) (hoofdstad: 's-Hertogenbosch);
- Kwartier van Oisterwijk (hoofdstad: Oisterwijk);
- Kwartier van Kempenland (hoofdplaats: Oirschot, later werd dit Eindhoven);
- Kwartier van Peelland (hoofdstad: Sint-Oedenrode, later Helmond);
- Kwartier van Maasland (hoofdstad: Oss).

Eind 18e-eeuwse kaart van de Meierij van s-Hertogenbosch die rechtsboven is voorzien van een cartouche met de legenda, daarboven het wapen van ’s-Hertogenbosch en geflankeerd door twee wildemannen. Op de linker pilaar van de cartouche de wapens van Peelland en Oisterwijk, op de rechter pilaar de wapens van Kempenland en Maasland.

Binnen of aangrenzend tegen het gebied van de Meierij lagen gebieden die hiertoe niet behoorden, maar deel zijn gaan uitmaken van Noord-Brabant:
- Lommel, sinds 1839 een Belgische gemeente, behoorde van oudsher tot het kwartier Kempenland van de meierij van 's-Hertogenbosch. De plaats komt als zodanig in beschrijvingen van de Meierij voor. Het werd in 1807 geruild tegen Luyksgestel, dat als een geïsoleerde enclave in de Meierij lag en tot het prinsbisdom Luik behoorde.
- Land van Cuijk
- Land van Ravenstein
- Heerlijkheid Boxmeer
- Rijksheerlijkheid Gemert (behoorde toe aan de Duitse Orde)
- Graafschap Megen
- Land van Bokhoven

## De meierij van 's-Hertogenbosch na 1945

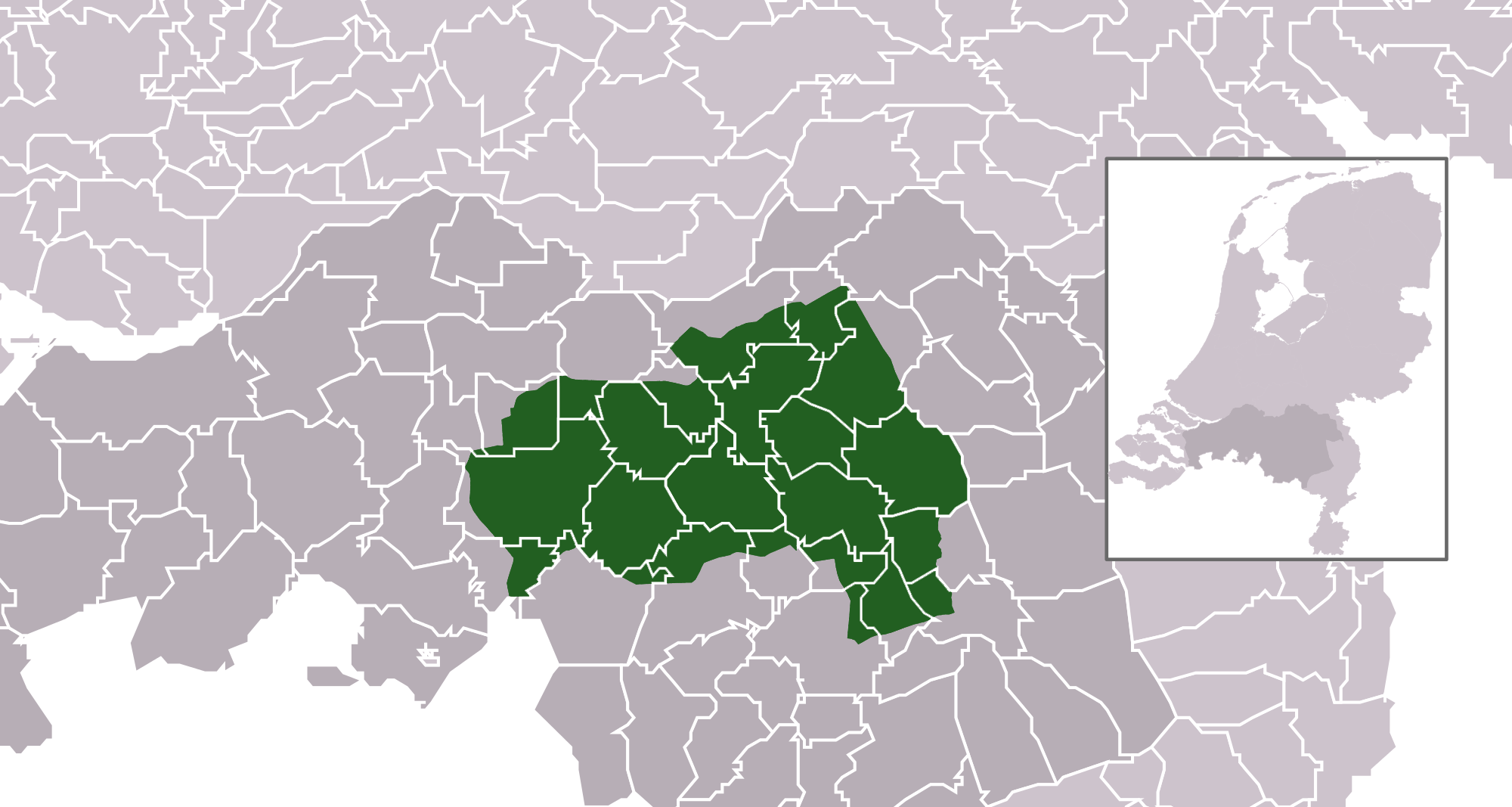
Regio de Meierij volgens de Uitwerking Structuurvisie ruimtelijke ontwikkeling, provincie Noord-Brabant (2011)

Volgens de in 2011 opgestelde gebiedspaspoorten van de provincie Noord-Brabant behoort het gebied tussen 's-Hertogenbosch, Tilburg en Eindhoven tot het cultuurlandschap van de Meierij.
Met uitzondering van Dommelbeemd valt Eindhoven hierbuiten en maakt deel uit van de Kempen.
Met name het gebied rond Sint-Michielsgestel, Boxtel, Schijndel, Veghel en Sint-Oedenrode draagt de naam Meierij.
De laatste drie gemeenten zijn in 2017 gefuseerd tot een nieuwe gemeente Meierijstad, verwijzend naar het gebied waarin ze liggen.
Veghel kreeg naar aanleiding van de industriële ontwikkeling van die plaats vanaf 1947 de naam 'Parel van de Meierij', terwijl Sint-Oedenrode de naam 'Het groene hart van de Meierij' draagt.
In 1998 en 2011 werden de grenzen van het huidige 'waardevolle cultuurlandschap de Meierij' aangegeven in een reconstructieplan van de provincie Noord-Brabant, om het kenmerkende landschap verder te beschermen of te herstellen.

## Landschap
Het landschap van de Meierij van 's-Hertogenbosch wordt doorsneden door twee rivieren: de Aa en Dommel. Bij 's-Hertogenbosch komen de Aa en de Dommel samen in de Dieze, die uitmondt in de Maas. Op dit punt is de stad ontstaan. De Meierij bestaat voornamelijk uit vlakke tot licht golvende zandgronden, die vooral in Peelland, Kempenland en de stroomgebieden van de Aa en de Dommel voorkomen. Vroeger kende de Meierij heidelandschappen, moerassen, veengebieden en bossen. Na de middeleeuwen zijn grote delen van de uitgestrekte heide en venen in cultuur gebracht, waardoor hiervan nog maar een klein deel over is.

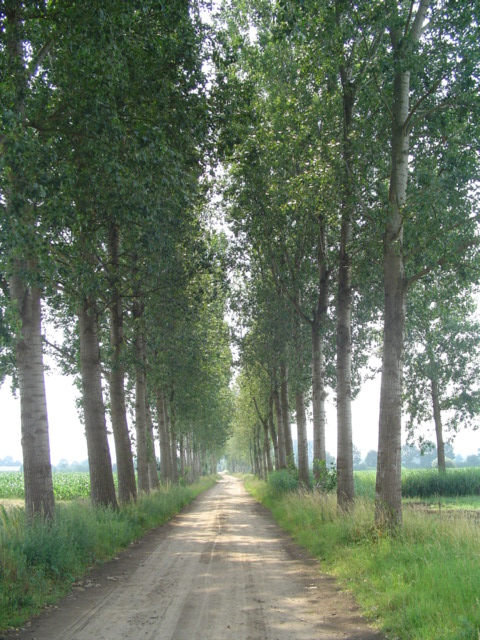
Populierenlandschap bij Veghel

Kenmerkend voor de meierij is het zogenaamde populierenlandschap. Dit karakteristieke landschap dankt zijn ontstaan aan het voorpootrecht dat in de feodale tijd door de hertogen van Brabant werd ingesteld. Dat recht houdt in dat de eigenaar van een perceel dat grenst aan de openbare weg, bomen mag planten op de wegberm vóór zijn perceel.
Aanvankelijk werden voornamelijk eiken en wilgen geplant langs de openbare wegen. Het hout van die bomen werd gebruikt als bouwmateriaal, met name voor de gebinten en vitselstek wanden van boerderijen. Toen de boerderijen steeds verder versteenden daalde de behoefte aan eiken- en wilgenhout. In de Meierij werd steeds meer gebruikgemaakt van het voorpootrecht om populieren te planten. Het populierenhout kon verkocht worden aan de klompen- en luciferfabrieken die destijds in de regio opkwamen. Zo ontstonden in de 18e en 19e eeuw de typische populierenlandschappen.

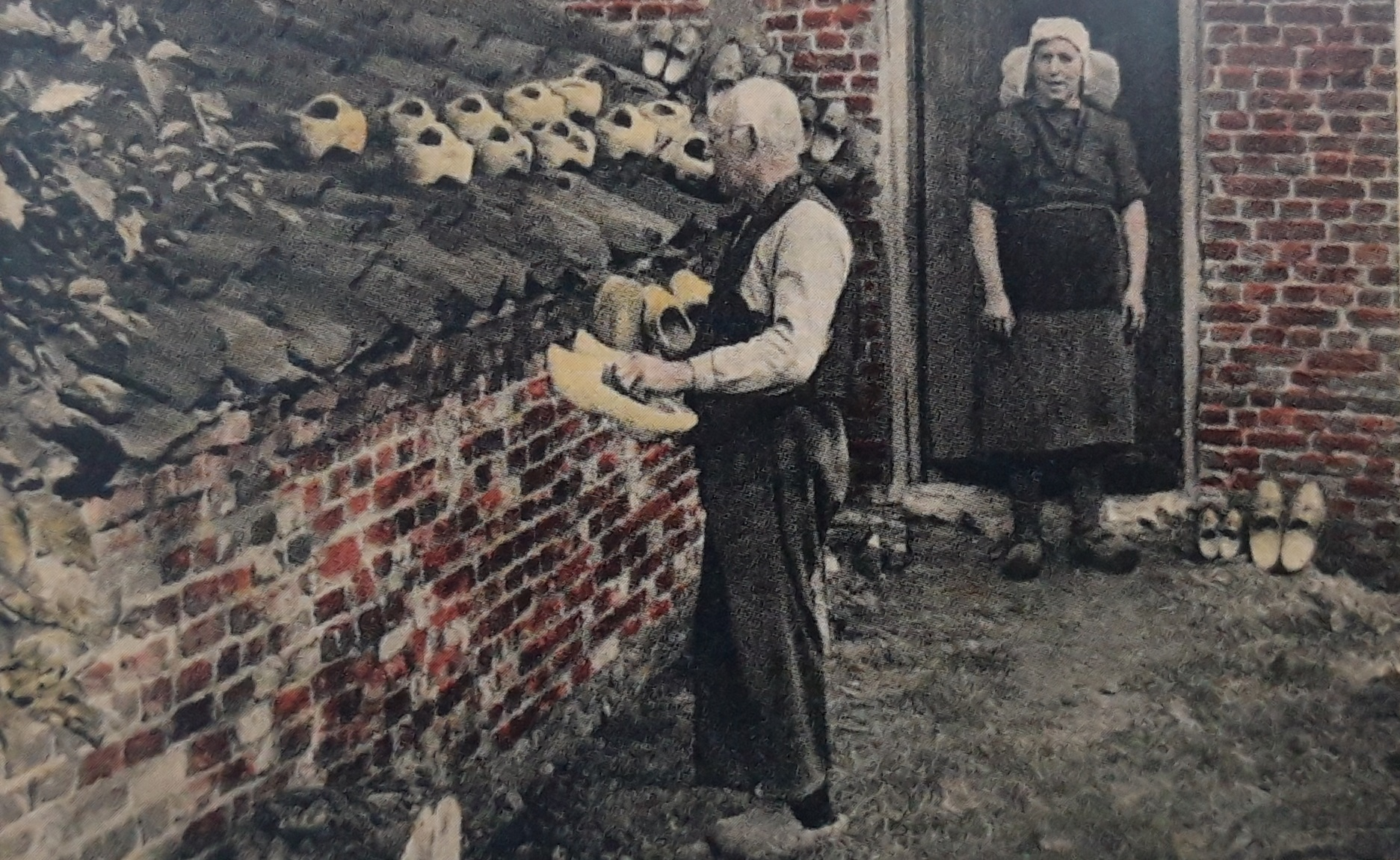
De Klompenmakerij van de Meierij van 's-Hertogenbosch

In 1855 waren de belangrijkste klompendorpen in de meierij Veghel, Schijndel, Best en Liempde. Veghel en Best hadden 23 klompenmakerijen en Liempde telde er 15. Dat de Meierijse klompenmakerij na 1850 een grote vlucht nam, blijkt uit het voorbeeld van Liempde, waar het aantal klompenmakerijen in 1890 was uitgegroeid tot 39 bedrijven. In die periode ontwikkelde ook Sint-Oedenrode zich tot klompendorp.
Na de Tweede Wereldoorlog nam de klompen- en luciferindustrie snel in belang af en verdween gaandeweg geheel. Als gevolg daarvan ging de populierenteelt achteruit en onderging het landschap een ingrijpende verandering. Mede onder invloed van ruilverkaveling en projectontwikkeling verdween het populierenlandschap op verschillende plaatsen nagenoeg compleet, zoals in de gemeente Veghel.
Geleidelijk zijn er verschillende initiatieven ontplooid om het karakteristieke landschap van de Meierij te behouden. De overheid wil in het kader van natuurontwikkeling en de reconstructie (na de varkenspest van 1995) terug naar meer heide en veengebieden. Bovendien kent men een hogere natuurlijke en emotionele (belevings)waarde toe aan het populierenlandschap. Met het ontstaan van nationaal landschap Het Groene Woud zijn de eerste stappen gezet tot het behoud van het Meierijs landschap.
Kenmerkend voor de oostelijke Meierij rond de dorpen Schijndel en Veghel was voorheen de verbouw van hop die gebruikt werd voor het brouwen van bier. De hop werd verbouwd in grote aantallen hopkuilen. Van de hopteelt rest niet veel meer dan de spotnaam "Hopbellen" die men voor Schijndelaren gebruikt.

## Geschiedenis

Hertogdom Brabant omstreeks 1350

Het gebied van de latere Meierij maakte rond het jaar 1000 deel uit van de gouw Taxandria. Door verzwakking van het centrale gezag viel de gouw in de loop van de 11e eeuw uiteen. In de bronnen verschijnen voor het eerst plaatselijke heren zoals die van Herlaar, Boxtel, Rode, Heeze, Lieshout en anderen die plaatselijk en regionaal "overheidsgezag" gingen uitoefenen, op basis van macht. Die macht kon gebaseerd zijn op grondbezit, een voogdij over kerkelijk bezit of een machtige leenheer. Bij het graafschap Rode (deel van het latere kwartier Peelland) kan men denken aan delegatie van overheidsgezag, terwijl er bij de eninge van de Kempen (deel van het latere kwartier Kempenland plus Hilvarenbeek en Mierde) aanwijzingen zijn dat het een restant was van de oude gouw Texandrië. De hertog heeft in de 12e en 13e eeuw het grootste gedeelte van dit gebied onder zijn gezag weten te brengen. Om de eigen belangen veilig te stellen tegen met name de graven van Gelre en in mindere mate de graven van Holland, stichtten de hertogen van Brabant een "ring van steden" in de Meierij. Hendrik I van Brabant verleende onder meer stadsrechten aan 's-Hertogenbosch (ca. 1196), Oisterwijk (1213), Sint-Oedenrode en Eindhoven (beide in 1232). Ondanks die nieuwe steden leed het gebied zeer onder de diverse conflicten tussen Brabant en Gelre. Het gebied werd vaak geplunderd door de Gelderse leider Maarten van Rossum.
De grootste bloeiperiode kende de Meierij in de 15e en het eerste kwart van de 16e eeuw. In deze periode kwamen veel monumentale gebouwen tot stand, zoals de laatgotische Sint-Jan en de Latijnse School in 's-Hertogenbosch. Ook was in deze periode in 's-Hertogenbosch de beroemde schilder Jheronimus Bosch, beter bekend als Jeroen Bosch, actief.
De Tachtigjarige Oorlog maakte een einde aan die bloeiperiode. Het gebied was een oorlogsgebied geworden. Rond 1590 was het gebied trouw aan de Spaanse kroon. De sterke katholieke contrareformatie had een grote invloed op de bevolking, zowel op mentaal als cultureel gebied. De Meierij bleef rooms-katholiek.
Wat eens onmogelijk leek, lukte in 1629: de stad 's-Hertogenbosch werd bij een beleg veroverd door de Staatse troepen, geleid door Frederik Hendrik, Prins van Oranje. Dit leverde hem, mede door de verovering van andere steden, de bijnaam "stedendwinger" op. Met behulp van Jan Adriaanszoon Leeghwater werd het moerasgebied, dat de stad naast de stadsmuren altijd beschermd had, drooggemalen de Staatsen 'zo' binnen konden vallen. Omdat 's-Hertogenbosch de hoofdstad van de Meierij was, werd de hele Meierij als veroverd beschouwd. De Spaanse koningen waren echter niet van plan het gebied zomaar op te geven. Een moeilijke tijd voor het gebied brak aan: de zogenaamde retorsietijd. In deze periode leed de bevolking van zowel de Spanjaarden als de Staatsen. Uit onderzoek van Leo Adriaenssen van de Universiteit van Tilburg (UvT) blijkt dat er in de Tachtigjarige Oorlog van Staatse kant oorlogsmisdaden plaatsvonden in de Meierij. Dat heeft te maken met het feit dat Willem van Oranje reeds toestemming gaf om tijdens de Tachtigjarige Oorlog de dorpen in de Meierij van 's-Hertogenbosch plat te branden en de oogsten stelselmatig te verwoesten. Dat leidde tussen 1579 en 1588 tot een bevolkingsvermindering in dit deel van Noord-Brabant van bijna zeventig procent.
Uiteindelijk kwam het gebied in 1629 na de capitulatie van 's-Hertogenbosch bij de Republiek der Zeven Verenigde Nederlanden.
Van 1629 tot 1795 lag het gebied in Staats-Brabant en werd als een generaliteitsland bestuurd vanuit Den Haag. Dit gold eveneens voor Zeeuwsch-Vlaanderen (Staats-Vlaanderen), Maastricht en omgeving (Staats-Overmaas) en vanaf 1713 Venlo en omgeving (Staats-Opper-Gelre). Na de Bataafse Revolutie kreeg de bevolking van de Meierij de oude rechten terug: zelfbestuur en de rooms-katholieke eredienst was niet langer verboden. De Meierij verdween echter, het gebied werd ingedeeld bij 'Braband' [sic]. 
Sinds 1810 (Koninkrijk Holland) is het gebied onderdeel van de provincie Noord-Brabant. Heden ten dage is het gebied nog steeds grotendeels katholiek. In de rest van Nederland staat het gebied bekend als Bourgondisch, omdat de inwoners van uitbundige feesten houden. De Meierij wordt in veel (volks)literatuur beschreven als het ultieme Brabantse land, waar de inwoners zich nog Brabantser dan Brabants voelen.
Rond 1900 veranderde het aanzien van de Meierij rigoureus. De bevolking groeide sterk door een opleving van het katholicisme en een verbeterde economische positie, wat leidde tot hoge geboortecijfers. Eindhoven, Tilburg en Helmond ontwikkelden zich tot industriecentra.
Op dit moment  is het gebied rond Eindhoven een van de sterkste motoren van de Nederlandse industrie. Dit veroorzaakt echter het verdwijnen van de regionale cultuur en tradities. Maar tegelijkertijd wordt het landelijke gebied rondom de steden Tilburg, 's-Hertogenbosch en Eindhoven beetje bij beetje teruggegeven aan de natuur in het project Het Groene Woud.